# Španělský galgo
Španělský galgo, též Galgo Espaňol je chrt pocházející ze Španělska, který patří do stejné vývojové linie jako anglický chrt – greyhound. Mají stejné nebo velmi blízké předky. V 6. stol. př. n. l. vtrhli do Španělska Keltové, a je jisté, že s sebou přivedli do tehdy na zvěř bohaté země své chrty. První typ byl velký, silný, hrubosrstý a byl používán na lov medvědů, jelenů a divokých prasat. Druhý typ byl o něco menší, ale rychlejší a používal se na lov zajíců.

## Historie

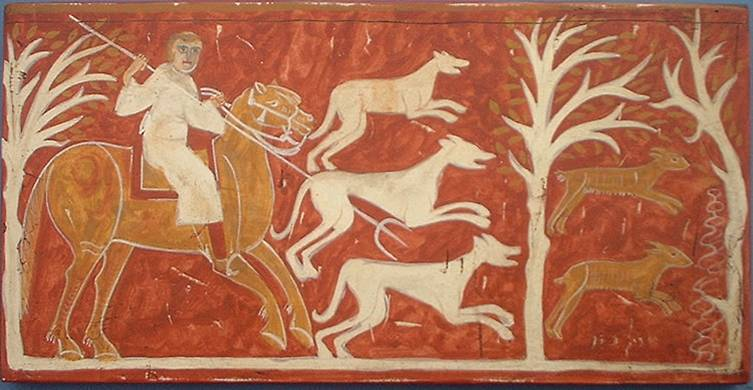
Galgo na obrazu v kostele San Baudelio de Berlanga ve Španělsku

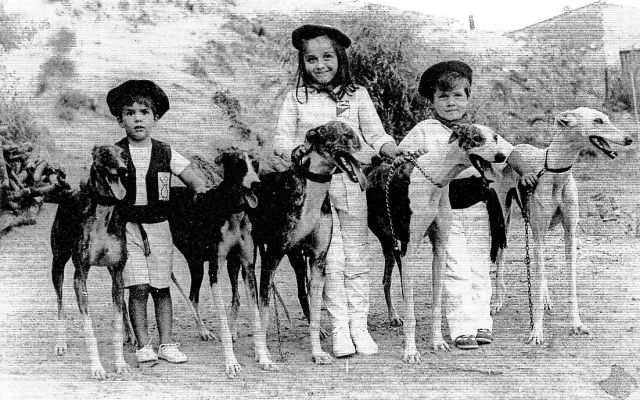
Galgo na závodech v La Rioja.

Španělského galga znali již staří Římané v antických dobách, ale předpokládá se, že k jeho rozšíření na iberský poloostrov došlo o dost dřív. Během 16. až 18. století byli psi ve značném počtu převezeni do jiných zemí, jako např.do Irska či Anglie. Galgo je považován za jednoho z předků anglického chrta (greyhound), který vykazoval stejné charakteristické plemenné znaky jako galgo. Ve srovnání s anglickým greyhoundem je dnešní španělský galgo na pohled méně ušlechtilý. Jelikož se jedná o velmi staré plemeno (na Iberském poloostrově se s ním údajně lovilo již před 2500 lety), s organizovaným chovem se začalo velice pozdě. Plemeno bylo oficiálně uznáno teprve v roce 1971, greyhound je chován čistokrevně o dost déle. O oficiální uznání španělského galga se zasloužili němečtí manželé Fuchs-Rapeportovi. Psy, kteří tvořili základ chovu, přivezli přímo ze Španělska. Jednalo se o čistokrevně nechované chrtovité psy. Občas se psi, o které se jejich majitelé nestarali, sdružovali do smeček a sami si obstarávali potravu. Španělé odlišovali tyto vesnické chrty důsledně od chrtů chovaných na dostihy. Dostihoví chrti byli spíše greyhoundi, takže regenerace španělského galga nebyla důležitá. Byl chován hlavně pro lov menší zvěře, například zajíců, lišek nebo divokých prasat.

## Vzhled
Výška v kohoutku je u psů 62 - 70 cm a u fen 60 - 68 cm. Jsou dvě varianty srsti, a to krátkosrstá nebo hrubosrstá. Srst je jemná, hustá, krátká a hladká v zadní části těla delší. Zbarvení bývá žíhaná černá, písková, bílá, červená, hnědá nebo jednobarevná. Hlava je při pohledu shora dlouhá a stejnoměrná s dlouhou a štíhlou tlamou. Španělský galgo má malé, šikmé oči, mandlového tvaru. Vysoko nasazené vztyčené uši jsou široké a zužují se do zaoblené špičky. Španělský galgo má dlouhý, plochý, štíhlý a silný krk. Má mohutně vyvinutý hrudní koš a vztažené břicho. Ocas je hluboko nasazený a silný u kořene, který těsně přiléhá k zadním končetinám. Tlapy jsou uzavřené, lehce protáhlé.

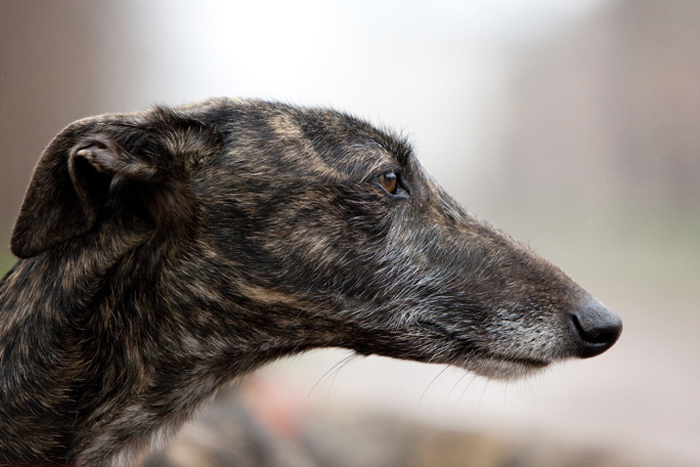
Hlava galga je dlouhá se štíhlou špičatou tlamou

## Povaha a využití
Španělský galgo se využíval hlavně na štvanice. Byl to pes určený především pro lovu zajíců v terénu. Kdysi se využíval k lovu jiných zvířat, jako jsou lišky nebo dokonce divoká prasata. Ačkoli se místní obyvatelé o tyto psy nestarali, občas se konaly závody v rychlosti a lovecké způsobilosti těchto chrtů, připomínající dnešní coursing. Španělský galgo se i dnes výborně hodí na coursing. Lze s ním běhat i na dráze, ale nedosahuje rychlosti čistokrevného greyhounda, ani křížence greye se španělským galgem. Povaha galga je velmi klidná a spíše rezervovaná. Při lovu se však projevuje jeho průbojnost a živost. Má citlivou duši a vyžaduje citlivý a laskavý přístup. K cizím lidem se projevuje zdrženlivě, svou rodinu však nadevše miluje. Je pohodlný, rád polehává na sedačce v těsné blízkosti svého majitele.

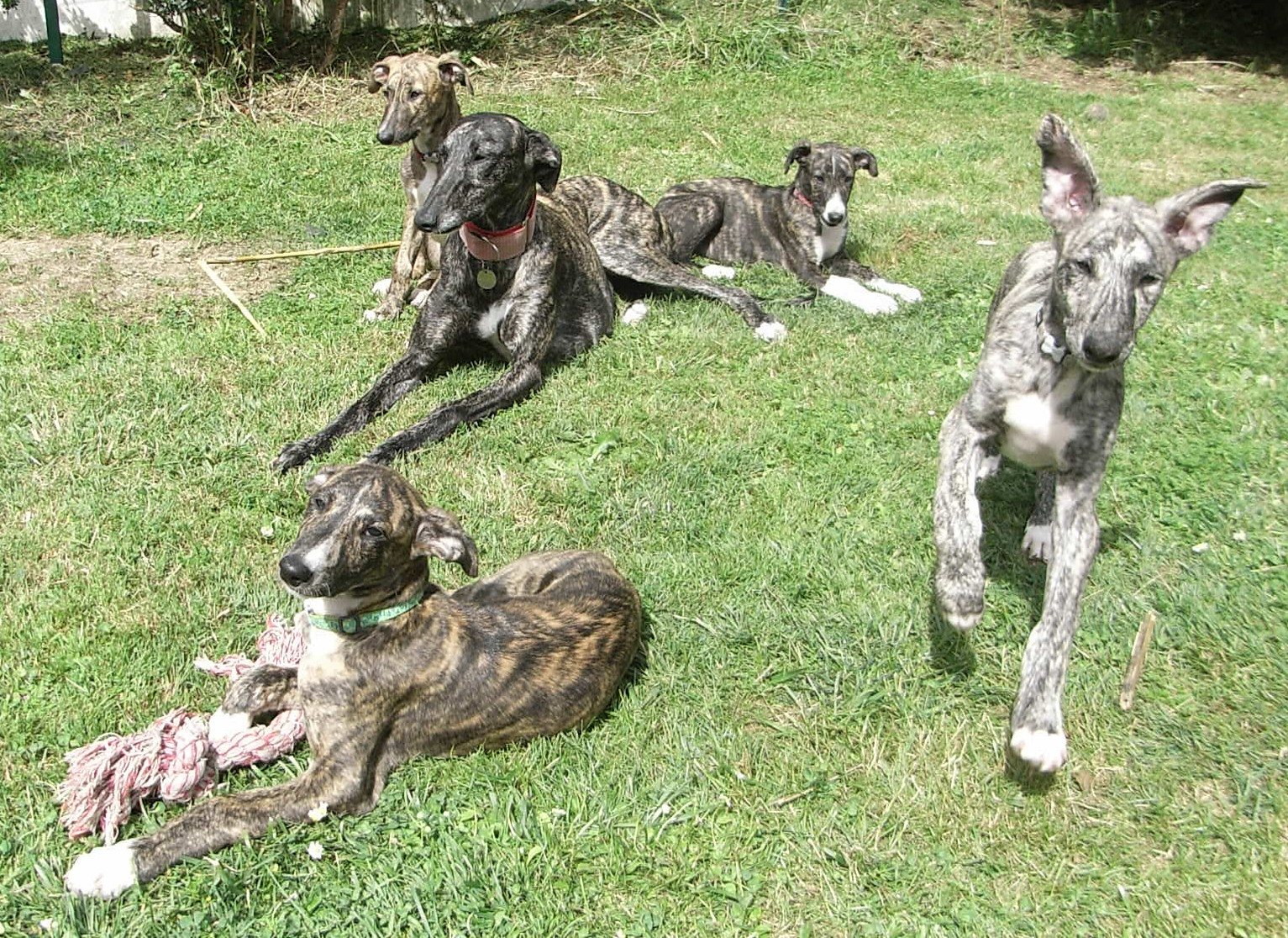
Štěňata španělského galga

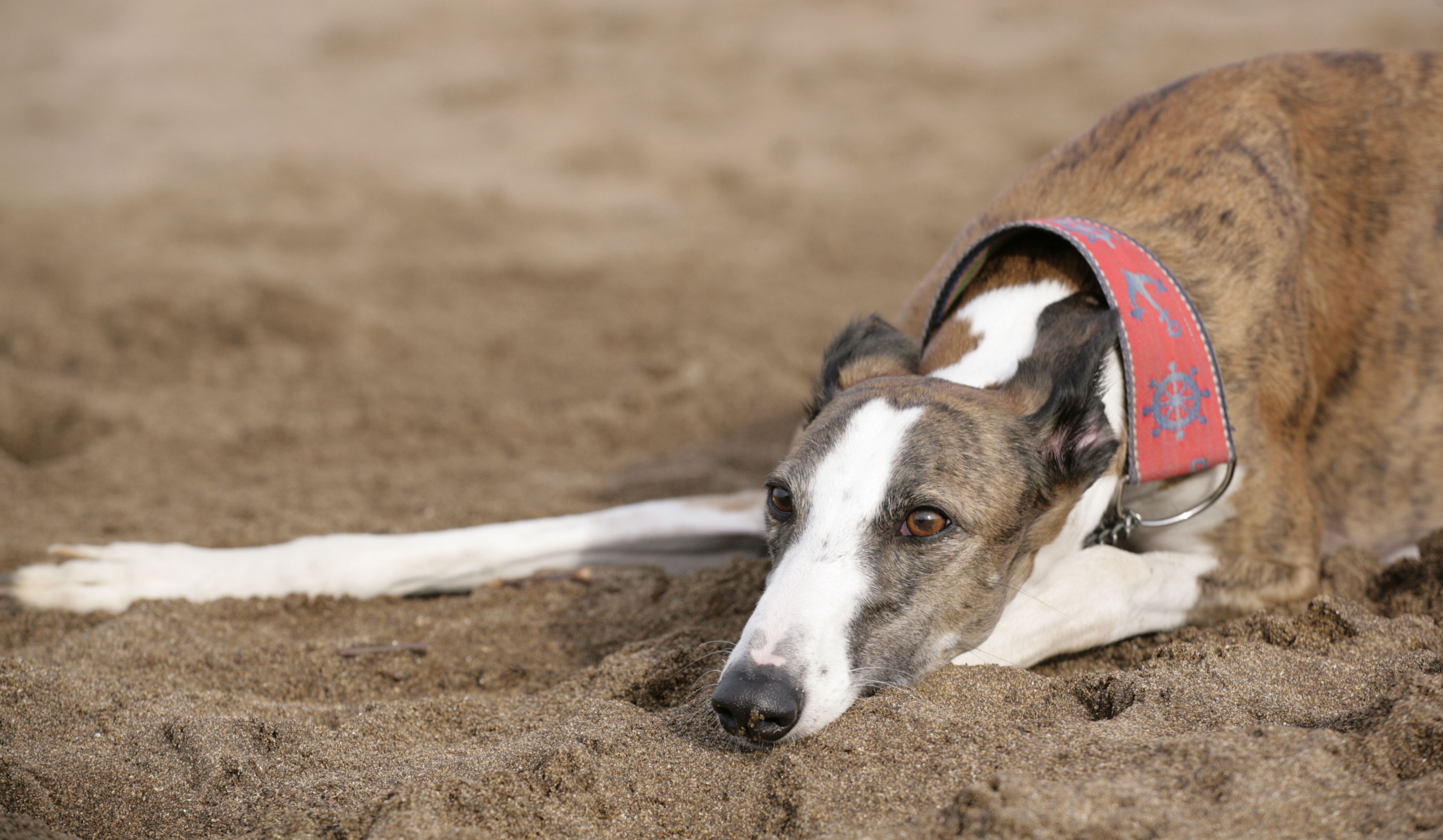
Při relaxu

## Fci
Dle Mezinárodní kynologické federace je španělský galgo zařazen do skupiny 10 - Chrti, sekce 3 - Krátkosrstí chrti, bez pracovní zkoušky.